# زمین‌لرزه ۱۳۰۲ تربت حیدریه
زمین‌لرزه ۱۳۰۲ تربت حیدریه یا زمین‌لرزه کاج‌درخت که به اشتباه زمین‌لرزه کاشمر نیز گفته می‌شود در تاریخ ۲۵ مه ۱۹۲۳ میلادی، برابر با ‎۳ خرداد ۱۳۰۲، ساعت ۲۲:۲۱:۰۰ به زمان یوتی‌سی در ایران رخ داد. بزرگی آن ۵٫۷ در مقیاس ریشتر اعلام شده است. زمین‌لرزه به وقت محلی در روز شنبه، ساعت ۱٫۵ روی داده و منطقه زمانی آن یوتی‌سی +۳٫۵ بوده است. سازمان زمین‌شناسی آمریکا نیز جای این زمین‌لرزه را در مختصات ۳۵°۱۲′شمالی ۵۹°۱۲′شرقی / ۳۵٫۲°شمالی ۵۹٫۲°شرقی و بزرگی آنرا برابر با ۵٫۷ در مقیاس ریشتر اعلام کرده است. شمار کشتگان زلزله حدود ۲۲۱۹ نفر بوده است. این زمین‌لرزه باعث نابودی کامل روستای قوزان و مرگ نیمی از مردم آن شد.